# Olof Lilljeqvist
Karl Olof Rudolfsson Lilljeqvist, född den 17 juli 1911 i Steneby församling i Dalsland, död den 17 januari 1992 i Dals Långed, var en svensk ingenjör, flygare, flygfotograf och företagsledare. Han var son till Rudolf Lilljeqvist.
Efter examen vid Stockholms tekniska institut 1930 arbetade Lilljeqvist först en kortare tid hos Luth & Roséns Elektriska AB i Stockholm  innan han 1932 tog anställning hos sin svåger, den kände flygpionjären kapten Albin Ahrenberg, i dennes företag Firma Ahrenbergflyg (senare A/B Flygtrafik). Till firmans främsta uppdrag hörde flygfotografering, bland annat för vykort, och Lilljeqvist verkade här ofta som fotograf medan Ahrenberg agerade pilot.
1933 grundade de båda svågrarna ihop med Lilljeqvists bror Nils (1909–1973) ytterligare ett företag, AB Aero Film, vilket 1933 samproducerade spelfilmen Luftens vagabond med Ahrenberg i huvudrollen, Nils Lilljeqvist som manusförfattare (ihop med filmens regissör Weyler Hildebrand) och brodern Olof som producent och fotograf i flygscenerna. Just de senare fick beröm av recensenterna, vilka i övrigt dock bedömde filmen som svag. Den blev heller ingen publikframgång, och AB Aero Film likviderades två år senare.
1937 övertog Lilljeqvist ägarskapet för A/B Flygtrafik från Ahrenberg. Som en följd av det förbud mot flygfotografering som infördes under andra världskriget skapade han under dessa år ytterligare ett företag, O. Lilljeqvist Konstförlag, vilket också arbetade med fotografier till  vykort, men i detta fall i form av bilder tagna på marken. Efter krigsslutet återupptogs flygfotograferingarna varvid A/B Flygtrafik skötte flygningarna medan konstförlaget stod för fotograferandet. De båda rörelserna övertogs 1981 av Olof Lilljeqvists son Göran, vilken drev dem till 1997 då de avvecklades. Den stora samlingen av fotografier, runt 87 000 negativ, såldes därvid till Sveriges länsmuseer, vilka delat upp samlingen geografiskt utifrån motiv.
Som pilot genomförde Lilljeqvist flygningar till bland annat England, Tyskland och Frankrike. Han var medlem av Svenska flygares riksförbund.